# Браузер

Еволюція браузерів (1990—2019)
Зона впливу Google Chrome та Safari
Зона впливу Internet Explorer
Зона впливу Mozilla Firefox
Зона впливу Opera

Бра́узер, також бравзер, переглядач, вебпереглядач, вебоглядач, вебнавігатор (англ. browser МФА: [ˈbraʊ̯zɚ]) — програмне забезпечення для комп'ютера або іншого електронного пристрою, як правило, під'єднаного до Інтернету, що дає можливість користувачеві взаємодіяти з текстом, малюнками або іншою інформацією на гіпертекстовій вебсторінці. Тексти та малюнки можуть містити посилання на інші вебсторінки, розташовані на тому ж вебсайті або на інших вебсайтах. Вебпереглядач з допомогою гіперпосилань дозволяє користувачеві швидко та просто отримувати інформацію, розміщену на багатьох вебсторінках.

## Принцип роботи
Вебпереглядач під'єднується до сервера HTTP, отримує з нього документ і форматує його для представлення користувачеві або намагається викликати зовнішню програму, яка це зробить, залежно від формату документа. Формати документа, які вебпереглядач повинен представляти без допомоги зовнішніх програм, визначає World Wide Web Consortium (скорочено W3C). До них належать формати текстових документів HTML та XHTML, а також найпоширеніші формати растрової графіки GIF, JPEG та PNG (останній — розробка W3C). Якщо ви читаєте цей текст з екрана монітора, то в цей час ви користуєтесь вебпереглядачем.
Адресування сторінок відбувається за допомогою URL (Uniform Resource Locator, RFC 1738), який інтерпретується, як адреса, що починається з http: для протоколу HTTP. Багато навігаторів також підтримують інші типи URL та їх відповідні протоколи, як, наприклад, gopher: для Gopher (ієрархічний протокол гіперпосилань), ftp: для протоколу перенесення файлів FTP, rtsp: для протоколу потоків реального часу RTSP, та https: для HTTPS (HTTP Secure, що розширює HTTP за допомогою Secure Sockets Layer SSL або Transport Layer Security TLS).

## Популярні переглядачі
Найпершим вебпереглядачем був Mosaic, розроблений в Національному центрі застосування суперкомп'ютерів (NCSA) Іллінойського університету в Урбана-Шампейн.
Станом на травень 2023 року існує низка програм для навігації в Інтернеті. Найпопулярніші з них:
- Google Chrome;
- Safari;
- Internet Explorer та Edge;
- Mozilla Firefox;
- Opera.

Кожний переглядач має свої відмінності в інтерпретації гіпертексту, що пов'язано з різною реалізацією рушіїв зображення та створенням пропрієтарних тегів для розширення можливостей стандартного HTML. Так, один текст може бути відтворено по-різному в Internet Explorer та Safari. Багато Інтернет-сервісів оптимізують свої сторінки під один стандарт, віддаючи перевагу одному переглядачу (приклад Flickr з Mozilla Firefox). Для покращення сумісності сторінки з різними браузерами та їх версіями може використовуватися техніка CSS-фільтрів, яка полягає у використанні різних файлів каскадних таблиць стилів (CSS) або різних записів у CSS-файлах залежно від типу та версії браузера.

### Статистика
| Браузер          | StatCounter жовтень 2019 | NetMarketShare листопад 2019 | Wikimedia листопад 2019 |
| ---------------- | ------------------------ | ---------------------------- | ----------------------- |
| Chrome           | 64.92 %                  | 63.82 %                      | 48.7 %                  |
| Safari           | 15.97 %                  | 18.68 %                      | 22.0 %                  |
| Firefox          | 4.33 %                   | 3.71 %                       | 4.9 %                   |
| Samsung Internet | 3.29 %                   | 2.39 %                       | 2.7 %                   |
| UC               | 2.94 %                   | 0.82 %                       | 0.3 %                   |
| Opera            | 2.34 %                   | 0.79 %                       | 1.1 %                   |
| Edge             | 2.05 %                   | 2.56 %                       | 1.9 %                   |
| IE               | 1.98 %                   | 2.90 %                       | 3.9 %                   |
| AOSP             | 0.59 %                   | 0.52 %                       | 0.2 %                   |
| Others           | 1.59 %                   | 3.81 %                       | 14.3 %                  |

| Браузер | NetMarketShare листопад 2019 | W3Counter листопад 2019 | StatCounter жовтень 2019 | Wikimedia листопад 2019 |
| ------- | ---------------------------- | ----------------------- | ------------------------ | ----------------------- |
| Chrome  | 67.15 %                      | 59.3 %                  | 68.91 %                  | 49.4 %                  |
| Firefox | 8.15 %                       | 6.1 %                   | 9.25 %                   | 12.0 %                  |
| Safari  | 5.29 %                       | 14.6 %                  | 8.68 %                   | 6.7 %                   |
| Edge    | 5.97 %                       | 4.2 %                   | 4.51 %                   | 4.5 %                   |
| IE      | 6.81 %                       | 5.3 %                   | 4.45 %                   | 9.2 %                   |
| Opera   | 1.28 %                       | 3.5 %                   | 2.28 %                   | 2.0 %                   |
| Others  | 5.35 %                       | 7.0 %                   | 1.92 %                   | 16.2 %                  |

| Браузер          | StatCounter жовтень 2019 | NetMarketShare листопад 2019 | Wikimedia листопад 2019 |
| ---------------- | ------------------------ | ---------------------------- | ----------------------- |
| Chrome           | 63.80 %                  | 61.92 %                      | 48.3 %                  |
| Safari           | 19.70 %                  | 28.20 %                      | 32.4 %                  |
| Samsung Internet | 6.27 %                   | 4.20 %                       | 4.5 %                   |
| UC               | 5.33 %                   | 1.14 %                       | 0.5 %                   |
| Opera            | 2.48 %                   | 0.96 %                       | 0.3 %                   |
| Firefox          | 0.35 %                   | 0.52 %                       | 0.8 %                   |
| Others           | 2.07 %                   | 3.08 %                       | 13.2 %                  |

Використання браузерів у світі, відповідно до StatCounter.

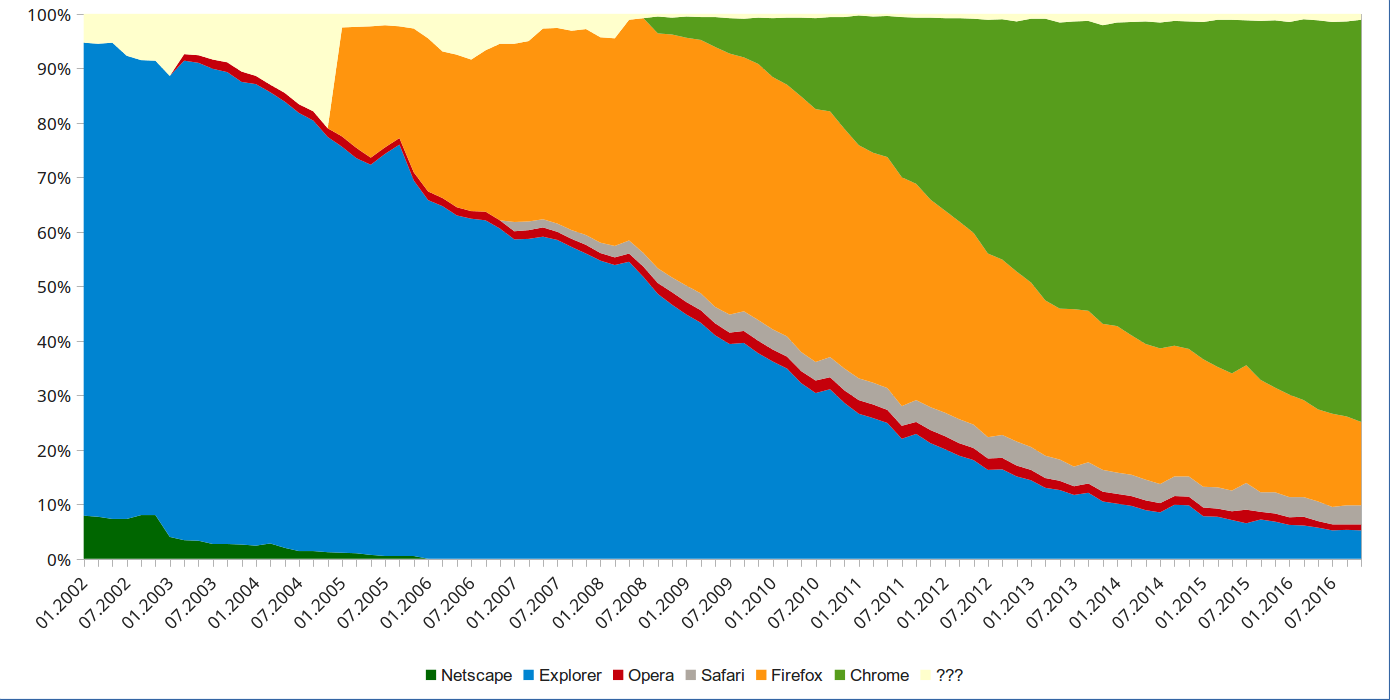
Використання браузерів у світі за користувачами (2016 рік)

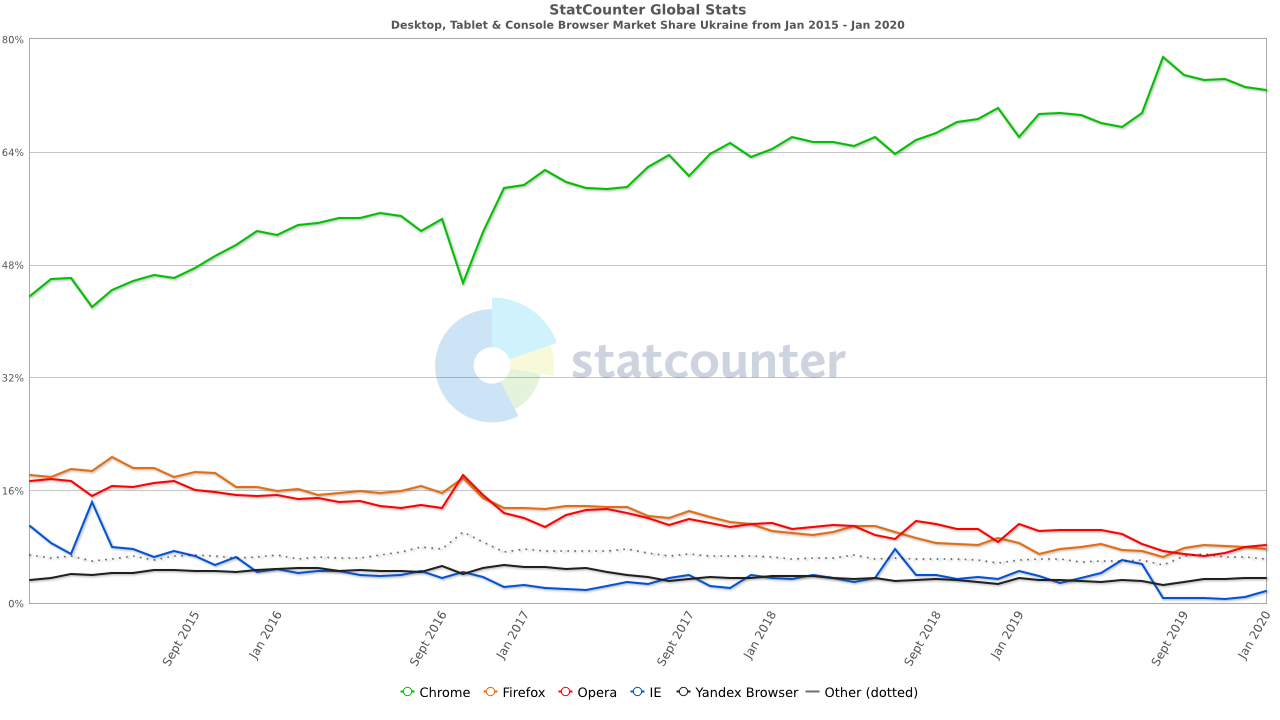
Користувачі України за типом браузера 2015—2020 роки

Станом на 1 серпня 2025 року, за даними звіту компанії StatCounter, у липні частка Google Chrome у світі збільшилася на 3 % і досягла 69,98 %, загальна частка Internet Explorer знизилася до 11,8 %, третю позицію утримує Safari від Apple (6,51 %). За ним йдуть Firefox (5,32 %) та Opera (2,2 %).

### Ситуація в Україні
В Україні, за даними StatCounter, станом на квітень 2020 року, найпопулярнішим браузером був Google Chrome з часткою 70,9 %, за ним перебувала Opera – з 9,2 %, Mozilla Firefox – з 6,9 %, Yandex Browser – з 3,4 % та Internet Explorer – з 2,4 %.
Станом на кінець липня 2023 року, в Україні, згідно даних сервісу StatCounter, браузер Google Chrome мав частку – 60.45 %, Opera – 17.15 %, Safari – 11.52 %, FireFox – 3.99 % та Yandex Browser – 2.95 %.

## Переглядачі спеціального призначення
Є спеціальні вебпереглядачі, вбудовані у відносно прості моделі мобільних телефонів, які орієнтовані на спеціально спрощений текстовий формат WML, проте сучасні моделі спроможні показувати також HTML та XHTML.
Існують також браузери, що можуть відтворювати лише текстову інформацію, наприклад lynx. Такі переглядачі інколи використовуються, коли відсутній доступ до графічного середовища і роботу обмежено командним рядком.

## У пошуках українського терміна
Словник Merriam-Webster дає декілька означень англійського дієслова browse, найближчими з яких за змістом є два:
- to look over casually: skim
- a) to skim through a book reading passages that catch the eye
- b) to look over or through an aggregate of things casually especially in search of something of interest

які відповідають українським:
- (skim) нашвидку прочитати; перегорта́ти (книжку)
- підшу́кувати, перегляда́ти (look over), та (look through) передивля́тися щось

Тому найпоширенішими варіантами перекладу є:
- браузер
- (веб)переглядач або вебоглядач

Альтернативним запропонованим перекладом був (веб)навігатор, мабуть, через аналогію романтики плавання під вітрилами, але цей варіант не набув поширення, можливо частково через те, що в той час існував переглядач Netscape Navigator, назва якого вносила неоднозначність і який до того ж тоді ще й швидко втрачав популярність.